# Eugenio Zampighi
Eugenio Zampighi (Modena, 17 ottobre 1859 – Maranello, 1944) è stato un pittore e fotografo italiano.

## Biografia
Iscrittosi giovanissimo all'Accademia di Belle Arti di Modena, fin dai suoi primi saggi di soggetto storico accoglie la suggestione della lezione verista del pittore modenese Giovanni Muzzioli. Ottenuto il premio di pittura Poletti, nel 1880, ha l'opportunità di proseguire i suoi studi prima a Roma e, in seguito, a Firenze dove si trasferisce definitivamente nel 1884. 
Nel corso degli anni ottanta inaugura un repertorio di scene di genere che gli garantisce una straordinaria fortuna di mercato e il favore della committenza internazionale. 
Funzionale alla pratica pittorica è l'intensa attività di fotografo svolta principalmente in studio con l'ausilio di modelli in costume da contadini e popolani. A partire dalle immagini fotografiche, l'artista ricrea un'immagine gioiosa e idilliaca del mondo rurale italiano, priva di qualunque accento di denuncia sociale, ma apprezzata dai turisti stranieri al tal punto da sollecitare la produzione seriale degli stessi fortunati stereotipi ancora nei primi decenni del Novecento.

## Galleria d'immagini

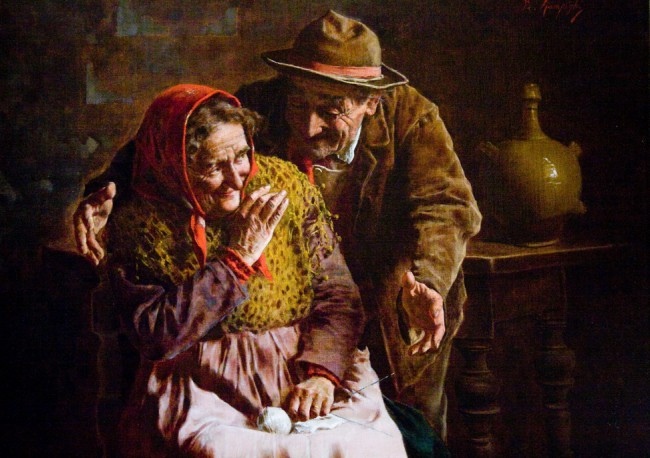
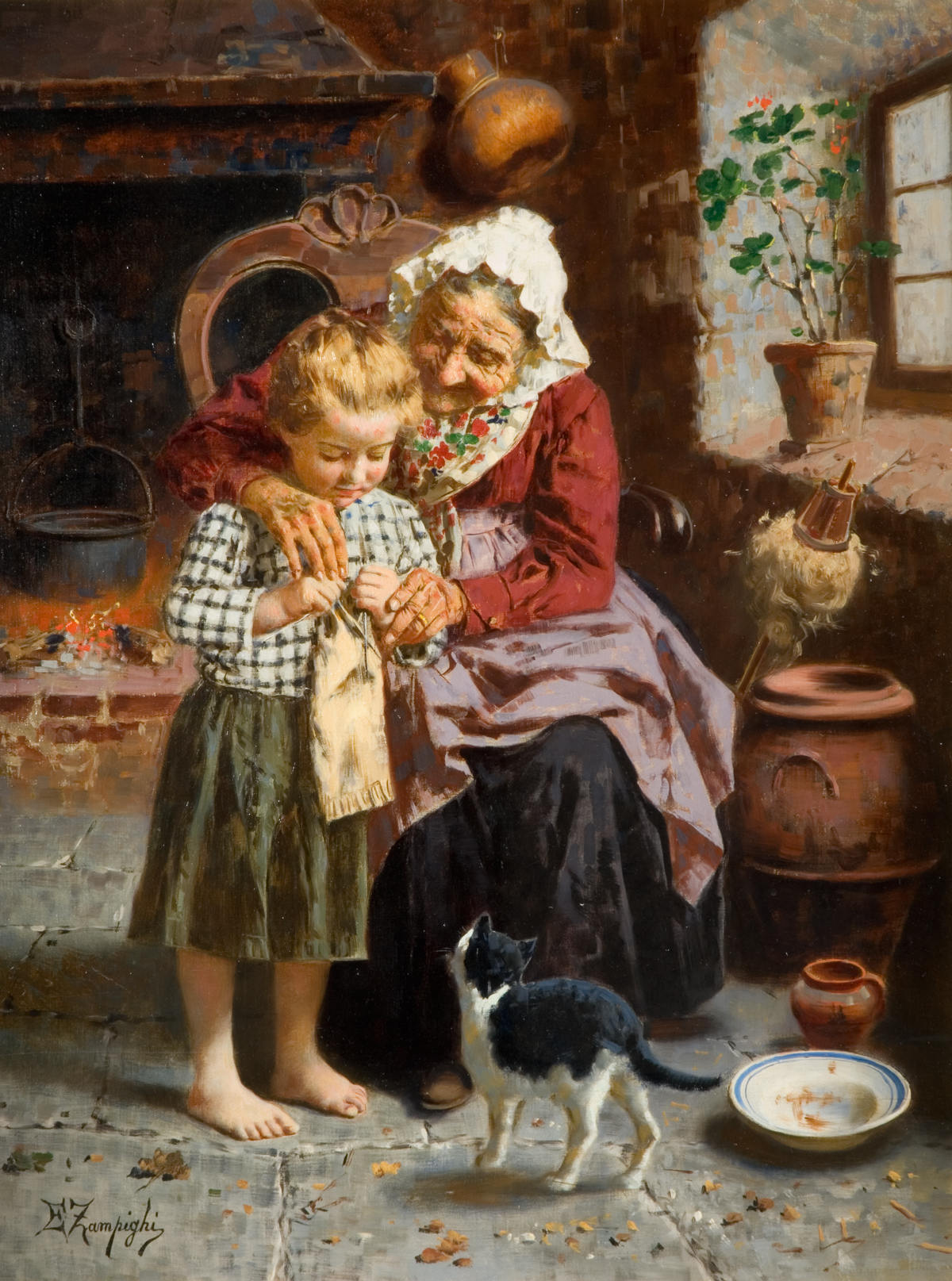
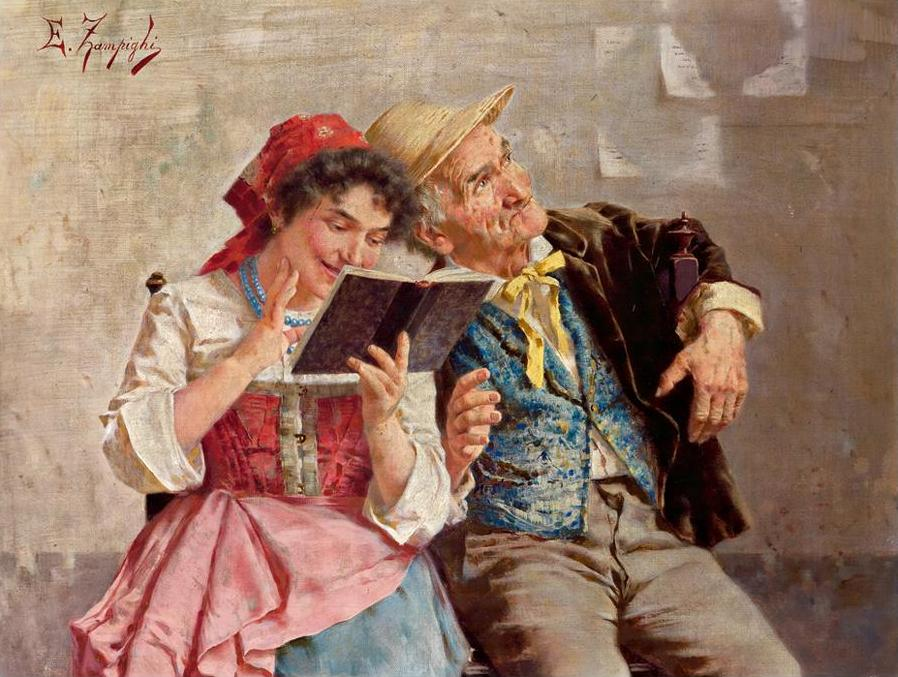
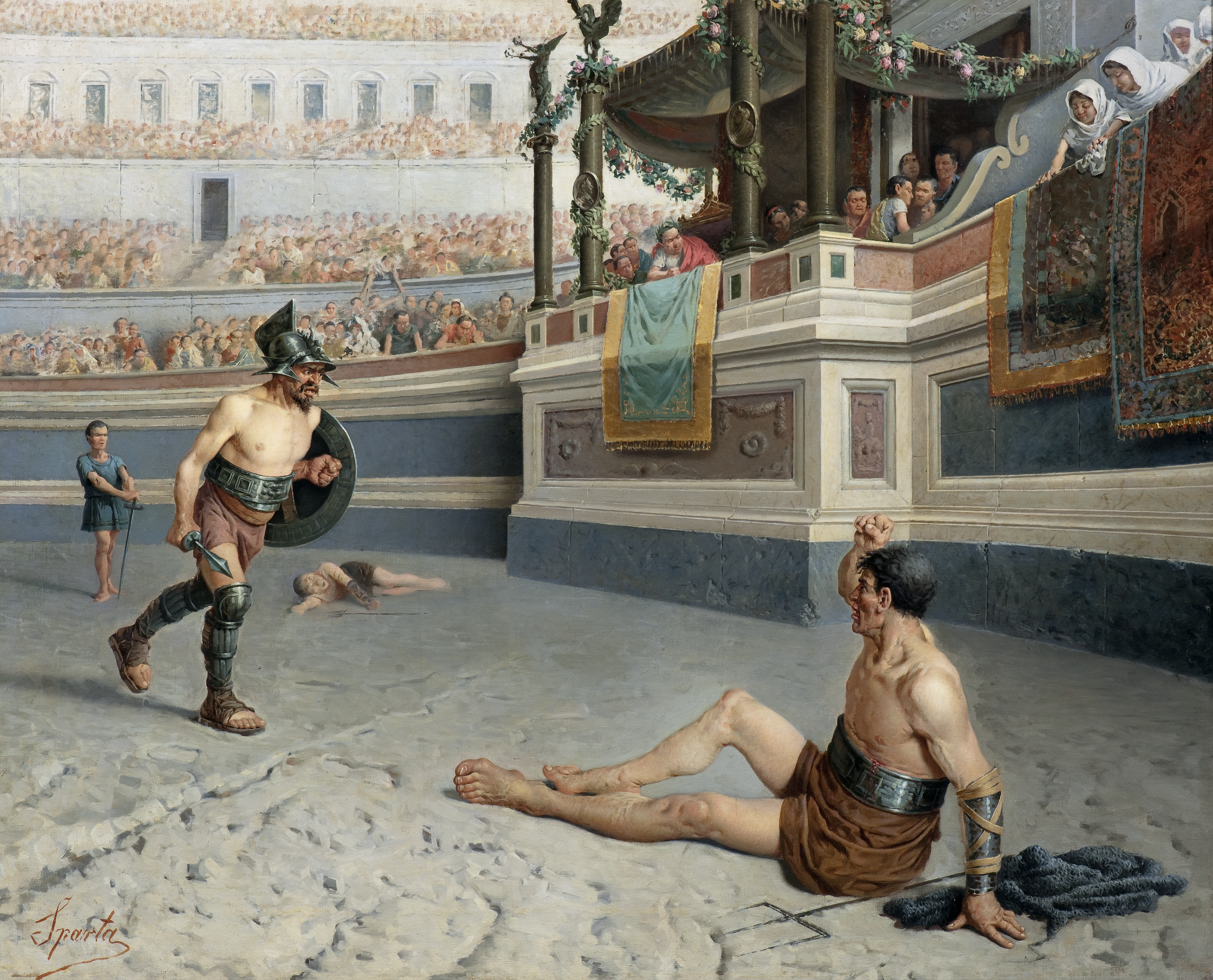
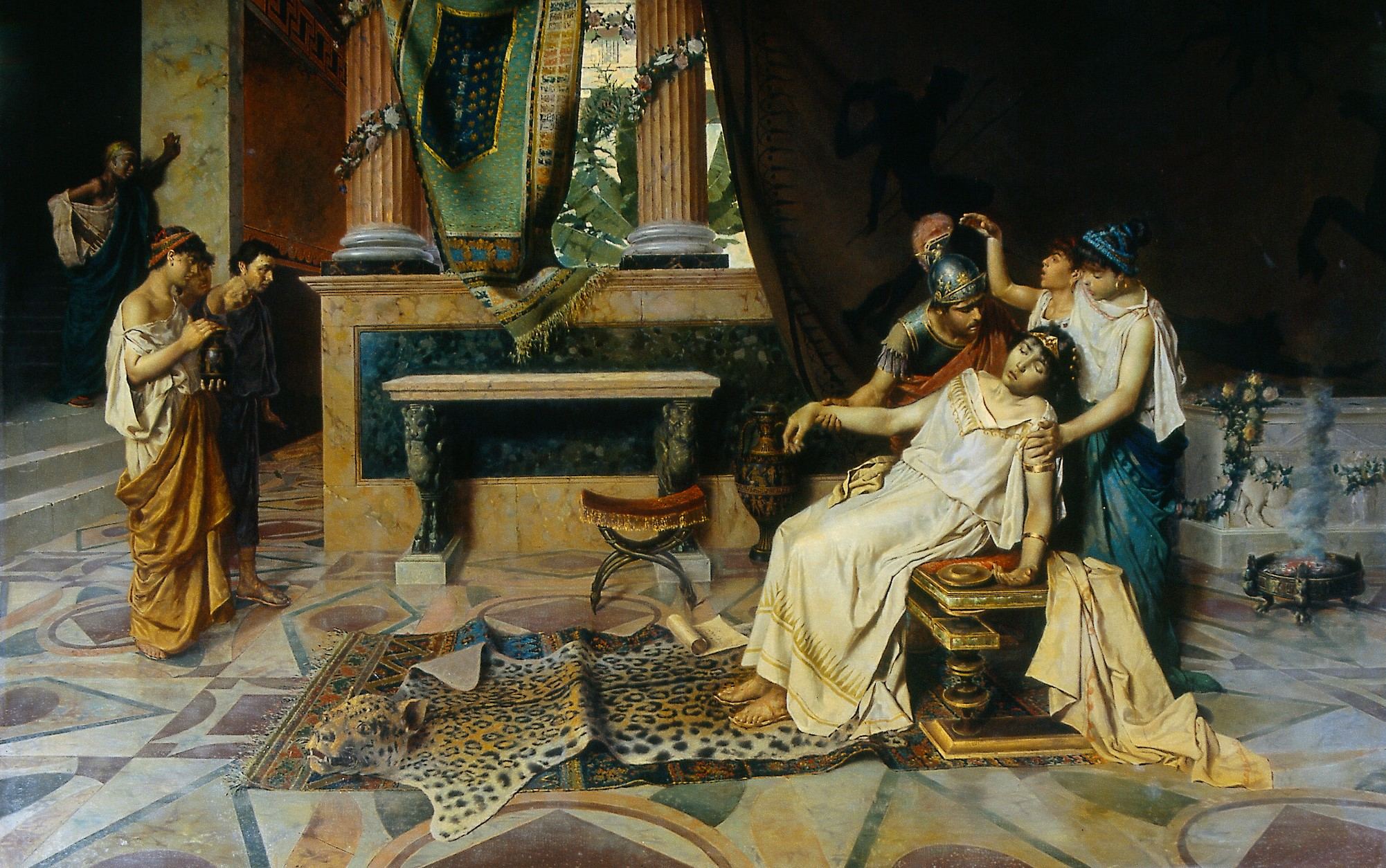